# Peter Reiß

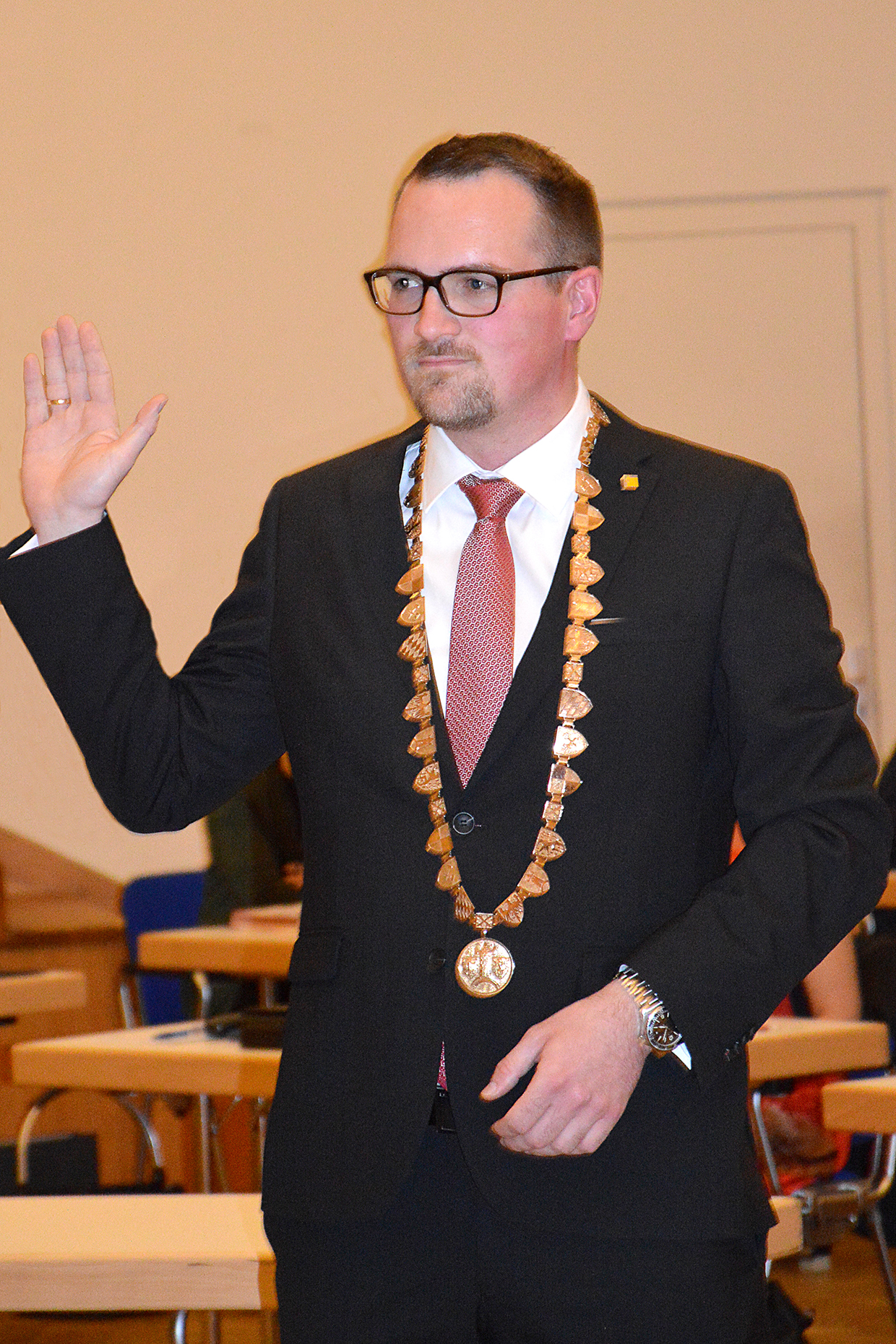
Peter Reiß wird als Oberbürgermeister der Stadt Schwabach vereidigt (2020)

Peter Reiß (* 17. Januar 1990 in Nürnberg) ist ein deutscher Kommunalpolitiker (SPD). Er ist seit dem 1. Mai 2020 Oberbürgermeister der Stadt Schwabach. Zuvor war er seit 2014 Mitglied der SPD-Fraktion im Schwabacher Stadtrat.

## Leben
Reiß wuchs im Schwabacher Stadtteil Wolkersdorf auf. Nach dem Abitur am Adam-Kraft-Gymnasium absolvierte er ein Studium der Rechtswissenschaften an der Friedrich-Alexander-Universität Erlangen. Vor seinem Amtsantritt als Oberbürgermeister war er Regierungsrat und als Referent für Naturschutzrecht an der Regierung von Mittelfranken tätig.
Reiß ist seit 2018 verheiratet und Vater zweier Kinder.

## Politik
Reiß wurde 2014 Mitglied des Stadtrats in Schwabach. Von 2014 bis 2020 leitete er den Jugendhilfeausschuss.
Als Oberbürgermeisterkandidat erreichte Reiß bei der Kommunalwahl in Schwabach 2020 im ersten Wahlgang einen Stimmenanteil von 34,8 %. Bei der Stichwahl am 29. März 2020 wurde er mit 53,7 % zum neuen Oberbürgermeister der Stadt Schwabach gewählt. Sein Amt trat Reiß am 1. Mai desselben Jahres an.

## Mitgliedschaften
Peter Reiß ist unter anderem Mitglied bei AWO Zwieseltal, TSV Wolkersdorf 1956, Hilfe für Frauen in Not Roth-Schwabach, Verkehrsverein, Förderverein Integrationsarbeit, Künstlerbund, verdi, Geschichts- und Heimatverein, Förderverein des Adam-Kraft-Gymnasiums, Bürgergemeinschaft Wolkersdorf, Bund Naturschutz, Interessensgemeinschaft Dietersdorf.